# Microvalgus nitidus
Microvalgus nitidus är en skalbaggsart som beskrevs av Thierry Bourgoin 1921. Microvalgus nitidus ingår i släktet Microvalgus och familjen Cetoniidae. Inga underarter finns listade i Catalogue of Life.